# 알라이얀 SC
알라이얀 스포츠 클럽(아랍어: نادي الريان الرياضي)은 카타르의 축구 클럽이다. 홈 구장은 알라이얀에 위치한 아흐메드 빈 알리 스타디움이다. 이 클럽은 1967년에 창단하였으며 전통적인 팀 색깔은 빨강과 검정이다.

## 우승 기록

### 국내
- 카타르 스타스 리그

우승 (8): 1975-76, 1977-78, 1981-82, 1983-84, 1985-86, 1989-90, 1994-95, 2015-16
- 카타르 아미르 컵

우승 (4): 1999, 2004, 2006, 2010
- 카타르 크라운 프린스 컵

우승 (3): 1995, 1996, 2001
- 셰이크 자셈 컵

우승 (2): 1992, 2000

## 선수 명단

### 현역
참고: FIFA 자격 규정에 따라 소속된 국가대표팀 국기를 표시합니다. 선수는 복수의 FIFA 비회원국 국적을 가지고 있을 수 있습니다.
| 번호 | 포지션 | 국적     | 이름          |
| ---- | ------ | -------- | ------------- |
| 8    | FW     | 이집트   | 마흐무드 하산 |
| 13   | DF     | 포르투갈 | 안드레 아마로 |

| 번호 | 포지션 | 국적 | 이름                 |
| ---- | ------ | ---- | -------------------- |
| 99   | MF     |      | 다비 크루즈          |
| —    | DF     |      | Muhammad Ariq Darius |

## 역대 감독
| 감독                | 임기        |
| ------------------- | ----------- |
| 바바                | 1984~1985   |
| 안토니 피에흐니체크 | 1997        |
| 루이스 페르난데스   | 2005        |
| 라바 마제르         | 2005~2006   |
| 호르헤 포사티       | 2015~2016   |
| 미카엘 라우드루프   | 2016~2018   |
| 로돌포 아루아바레나 | 2018        |
| 로랑 블랑           | 2020~2022   |
| 니콜라스 코르도바   | 2022~2023   |
| 레오나르두 자르딩   | 2023 ~ 2024 |
| 유네스 알리         | 2024 ~      |

틀:알라이얀 SC